# Église Notre-Dame du Fresne-Camilly
Pour les articles homonymes, voir Église Notre-Dame, Le Fresne et Camilly.
L'église Notre-Dame est une église catholique située au Fresne-Camilly, en France.

## Localisation
L'église est située dans le département français du Calvados, sur la commune du Fresne-Camilly.

## Architecture
L'édifice est classé au titre des monuments historiques en 1840.

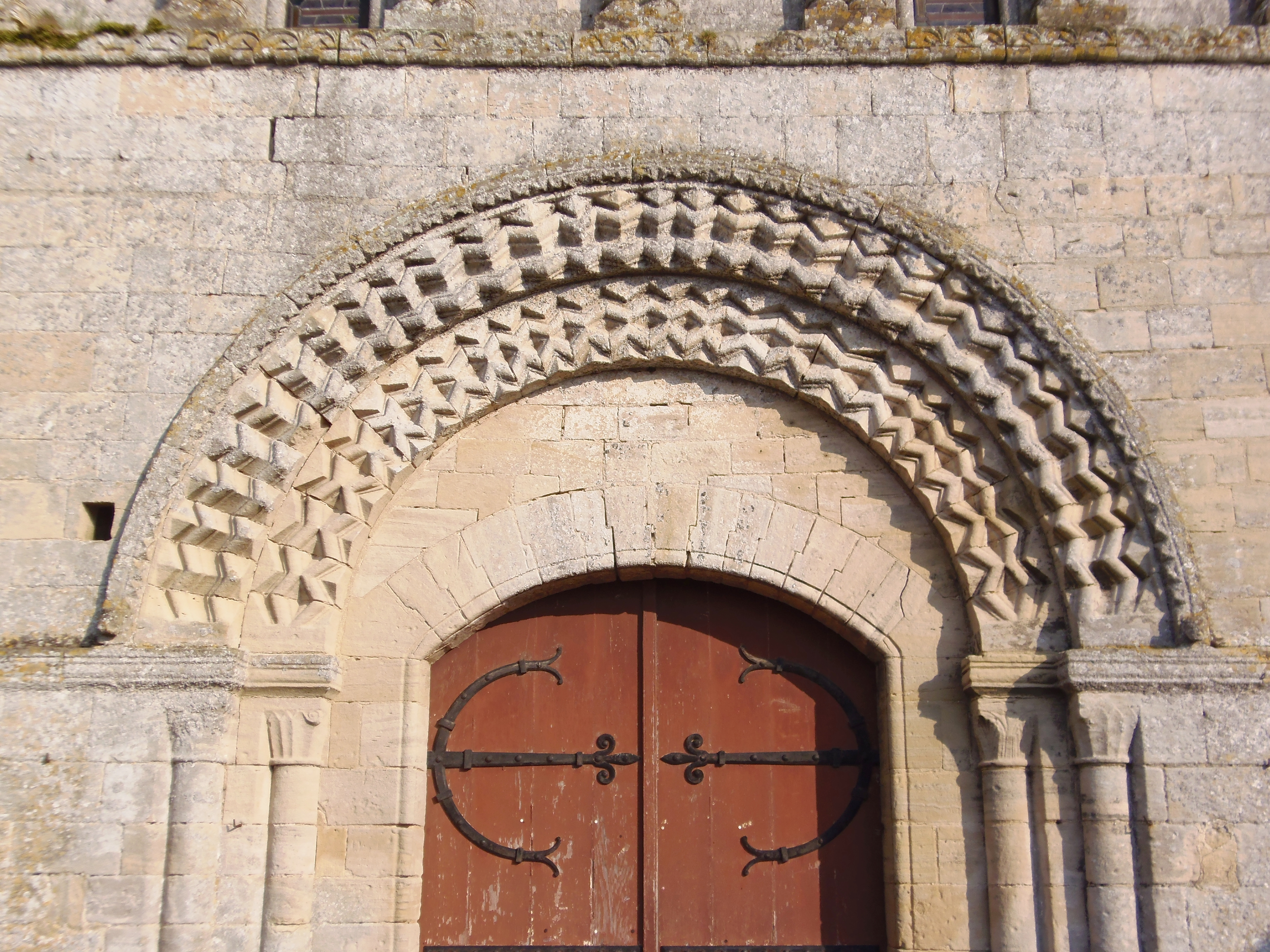
Archivoltes du portail.